# Primaria Compagnia Veneta Marionettistica Lazzarini
La Primaria Compagnia Veneta Marionettistica Lazzarini è stata una compagnia di marionette creata e diretta da Guglielmo Lazzarini.

## Storia

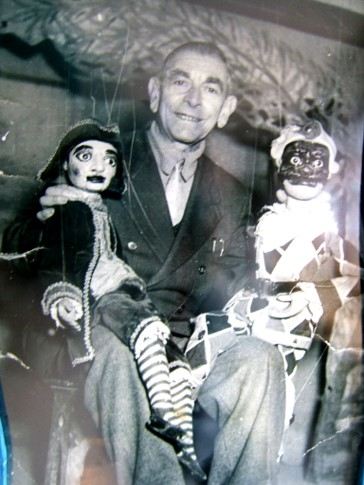
Guglielmo Lazzarini

La Compagnia debuttò nel 1908 a Sossano Veneto, col nome di Marionette Players, e si sciolse a Recoaro Terme nel 1960.
Era composta da Guglielmo, mente e anima del gruppo, dal fratello Dionisio, mago degli effetti speciali e successivamente anche dalla figlia Amneris, molto brava nella parte di giovani donne.  La moglie Amalia confezionava i costumi delle marionette e vendeva i biglietti all'ingresso. 
I fratelli Lazzarini, oltre a produrre personalmente tutto il materiale, erano gli attori, gli scenografi, i registi e gli organizzatori degli spettacoli. Guglielmo, un autodidatta che aveva frequentato solo la terza elementare, scriveva i copioni (oltre 60), rielaborando testi già noti oppure inventandone altri, escogitando situazioni in grado di dare risalto alle sue marionette, in special modo alle maschere goldoniane Arlecchino, Brighella, Pantalone, Colombina e e Facanapa. Dipingeva gli scenari, dava vita fino a cinque marionette contemporaneamente e la voce a ben quindici personaggi diversi, comprese le voci femminili. La sua specialità era la voce allegra e furfantesca di Arlecchino. 
Costruiva con il fratello i corpi delle marionette mentre le teste e le mani erano affidate all’opera di bravi scultori artigiani.
Le marionette Lazzarini hanno occhi di vetro, barba e capelli veri, sono alte 80/90 centimetri ed “erano “giocate”, come diceva Guglielmo, con 12 fili o 15 fili.
Gli spettacoli della Compagnia erano molto attraenti per due componenti fondamentali: la recitazione e la messa in scena. Comprendevano commedie brillanti, drammi e fiabe fantastiche.

Alla fine della rappresentazione il pubblico richiedeva a gran voce il "numero di varietà": il moretto sulla corda tesa, miss Nelly sopra la palla, miss Tomy sull’asse di equilibrio, i due atleti Carnera e Paolino alla trave e i Pierrot sul Cavallo Sapiente. Il repertorio dei Lazzarini era così vasto da permettere alla Compagnia di restare sulla piazza per parecchi giorni, cambiando spettacolo ogni sera secondo la vecchia tradizione dei comici. 

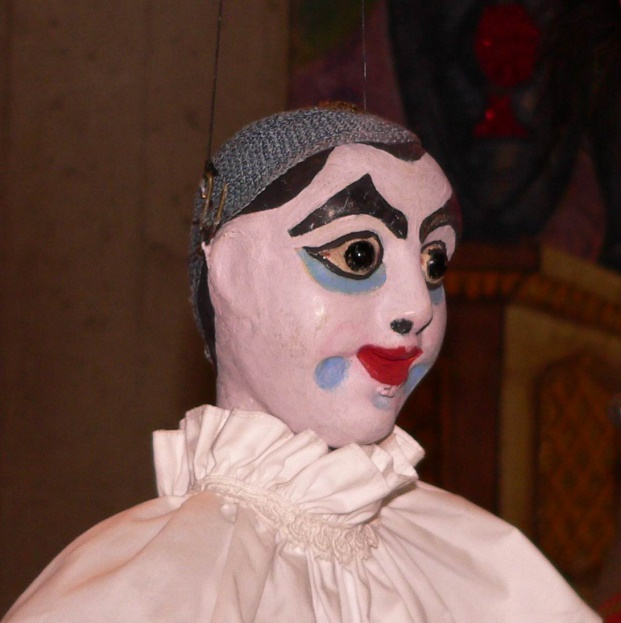
Pierrot Lazzarini

Dopo il 1950 con l’avvento della televisione e la conversione dei teatri parrocchiali in sale cinematografiche, tante compagnie di marionette furono costrette a chiudere. La Compagnia Lazzarini, rimasta ormai l’unica compagnia marionettista del Veneto, riuscì ad andare avanti per un’altra decina d’anni, facendo, però, pianta stabile a Recoaro Terme, dove già dal 1920 dava spettacoli per tutta la stagione estiva.
Guglielmo morì nel 1960; la Compagnia chiuse l’attività; il materiale fu abbandonato sotto il palco della Sala Regina, a Recoaro Terme, pure abbandonata, quindi esposto al degrado e alle ruberie.
Del materiale Lazzarini ora rimangono solo 60 marionette, delle 180 della Compagnia, ma gran parte degli scenari, dei costumi e dei testi. 
Alla fine degli anni Ottanta del secolo scorso molte marionette ritornarono in possesso della famiglia Lazzarini e nel 1997 Amneris, figlia di Guglielmo, donò tutto il materiale restante, scenografie, marionette, costumi, attrezzature al comune di Recoaro Terme “affinché lo stesso ne faccia il miglior uso possibile nella speranza che l’attività delle marionette possa essere ripresa in Recoaro".
La collezione Lazzarini è ora in attesa di essere riunita ed esposta al pubblico.

## Repertorio
I titoli più famosi:
- Arlecchino Barbiere dei Morti
- Arlecchino Finto Principe
- Arlecchino Viceré in Turchia
- Cenerentola
- Cristoforo Colombo
- Ezzelino da Romano
- Genoveffa
- Ginevra di Scozia
- Giulietta e Romeo
- Giuseppe Mastrilli
- I Due Arlecchini Gemelli
- I Pescatori del Rodano
- I Promessi Sposi
- I Tre Gobbi di Damasco
- Il Bravo di Venezia
- Il Fornaretto di Venezia
- Il Ponte dei Sospiri
- Il Sogno di Arlecchino
- L’Amor delle Tre Naranze
- La Fata Benefica
- La Pastorella delle Alpi
- La Pianella Persa nella Neve
- La Regata Veneziana
- La Vita di un Giocatore
- Le Avventure di Guerrin Meschino
- Le Gelosie di Facanapa
- Le Mogli Disperazione dei Mariti
- Pia de Tolomei
- Santa Lucia di Siracusa
- Santa Margherita da Cortona
- Stellante Costantina

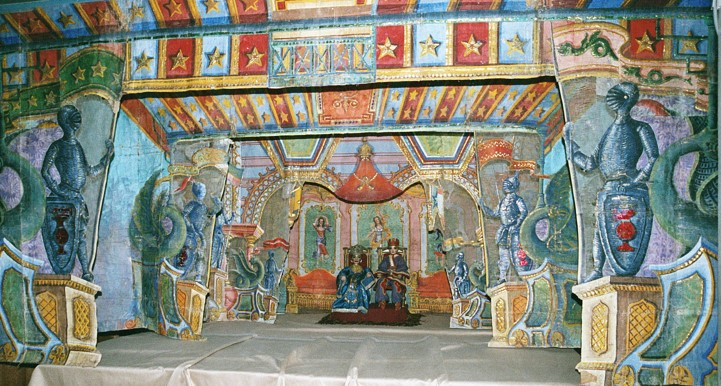
Amor delle tre naranze. Scena finale

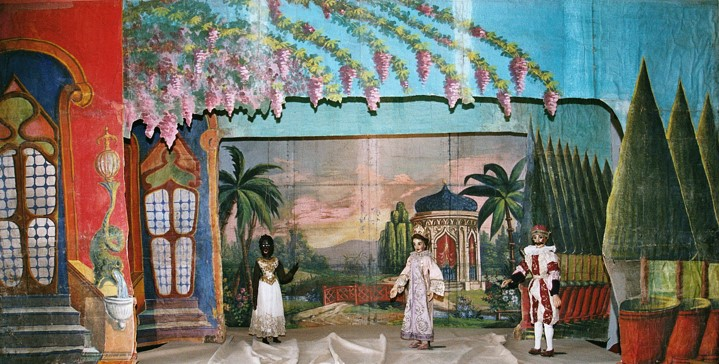
Stellante Costantina, figlia del re del Marocco

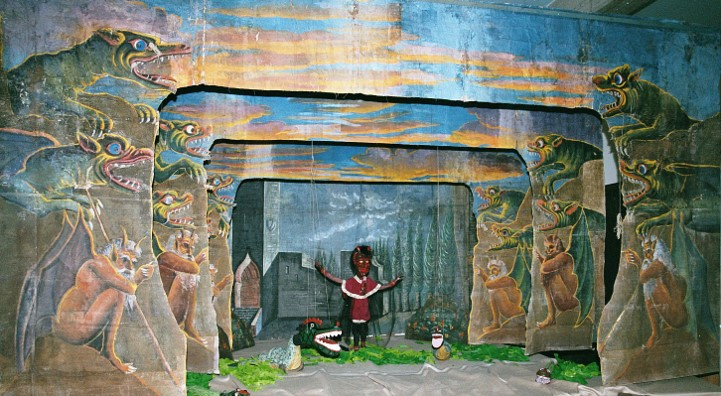
Scena da Mogli disperazione dei mariti

Del repertorio fanno parte ancora: farse, balletti, pantomime, monologhi e numeri da circo.